# Дворец Богдо-гэгэна
Дворец Богдо-гэгэна (монг. Богд гэгээний ордон) — ургинская резиденция Богдо-гэгэна VIII, в настоящее время — посвящённый ему музей в Улан-Баторе (Монголия).

## История
Комплекс расположен в юго-восточном улан-баторском районе Баянзурх по дороге на Зайсан. Изначально состоял из четырёх зданий, построенных по распоряжению Богдо-гэгэна VIII, с 1911 года — Богдо-хана Монголии, где он и жил вместе с супругой Цэндийн Дондогдулам. После смерти Богдо-гэгэна VIII в 1924 году народно-революционное правительство Монголии запретило поиски его новой реинкарнации. Значительная часть имущества была утрачена, роздана или распродана на аукционах. До настоящего времени из всего ансамбля дворца сохранилась только центральная часть. В помещении Зимнего дворца был открыт Национальный музей Монголии, с 1961 года преобразованный в Музей-резиденцию Богдо-хана.

## Комплекс музея
В комплекс музея входят Зимний дворец и следующие постройки.
- Прикрывающие ворота (ямпай) из кирпича с изображением двух драконов — символов власти, силы и непобедимости.
- Центральные ворота — предназначались для Богдо-гэгэна и его свиты во время церемоний.
- Главные парадные или триумфальные ворота — символ победы и обретения независимости от Китая. Построены с 1912 по 1919 год мастерами из разных хошунов Монголии под руководством известного архитектора Багажава.
- Высокие столбы для флагов — на правом в период теократического Монгольского государства развевался государственный флаг, на левом — религиозный желтый флаг.

Летний дворец (монг. Зуны ордон) строился в 1893—1903 годах в китайском стиле. Состоит из семи храмов:
- Храм, Развивающий и Расширяющий Мудрость — в нем находятся изображениями махараджей-охранителей четырех сторон света.
- Четыре храма — в них экспонированы произведения аппликативной или шелковой живописи, живописи тханка, скульптуры божеств, музыкальные инструменты и ритуальные предметы.
- Главный храм (лавран) — в нем Богдо-гэгэн VIII ежедневно совершал молитвы. В храме находится в частности, изображение Богдо-гэгэна I Дзанабадзара.
- Библиотека — храм, в котором во времена Богдо-гэгэна VIII помещались его многочисленные книги. После превращения дворца в музей большая часть религиозных книг была перевезена в Государственную библиотеку.

## Экспозиция Зимнего дворца
Зимний (монг. Өвлийн ордон) построен в 1903—1905 гг. по проекту российских архитекторов. В этом дворце Богдо-гэгэн VIII проводил зиму каждый год до своей смерти в 1924 г. Покои Богдо-хана и его супруги Дондогдулам находились на втором этаже, обслуживающий персонал жил на первом. Экспозиция представляет троны и личные вещи Богдо-хана и его супруги, собрание произведений религиозного искусства, чучел животных, узорную обрядную юрту и предметы, подаренные российским императором Николаем II. Экспонируются парадные и ритуальные одежды и головные уборы Богдо-хана и его супруги, копии государственной печати и печати по делам религии, зонты из павлиньих перьев и желтого шелка, паланкин, письменные принадлежности, мебель, посуда, музыкальные шкатулки. Экспозиция включает портрет Занабазара, написанный Богдо-гэгэном VIII, детскую одежду Богдо-гэгэна VIII и его игрушки. Имеется несколько картин, написанных известным монгольским художником Б. Шаравом, а также ряд предметов, перенесенных в музей из Желтого дворца, который сгорел в 1924 году.

## Галерея

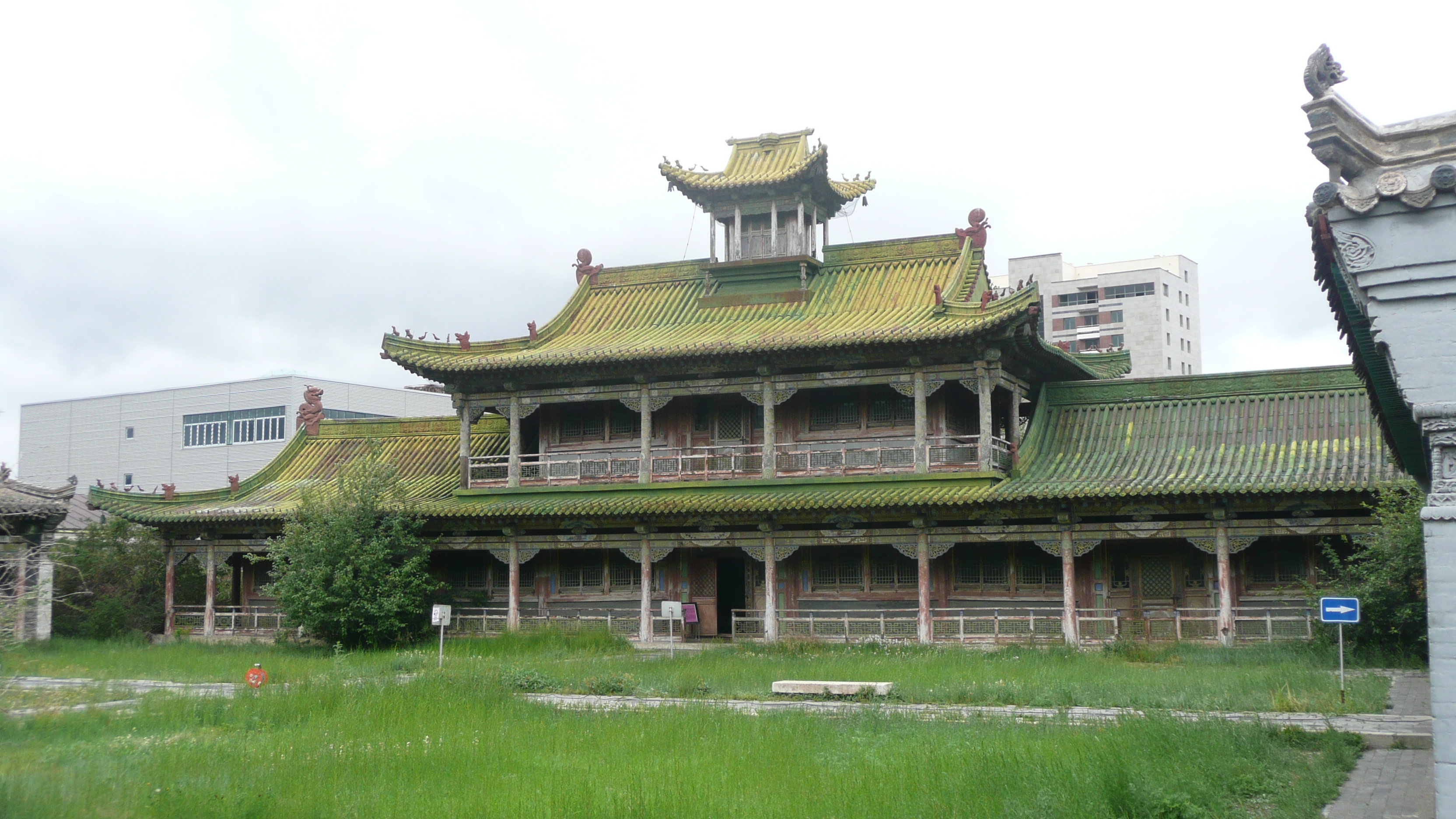
Фрагмент комплекса летних построек.
Фрагмент комплекса летних построек.
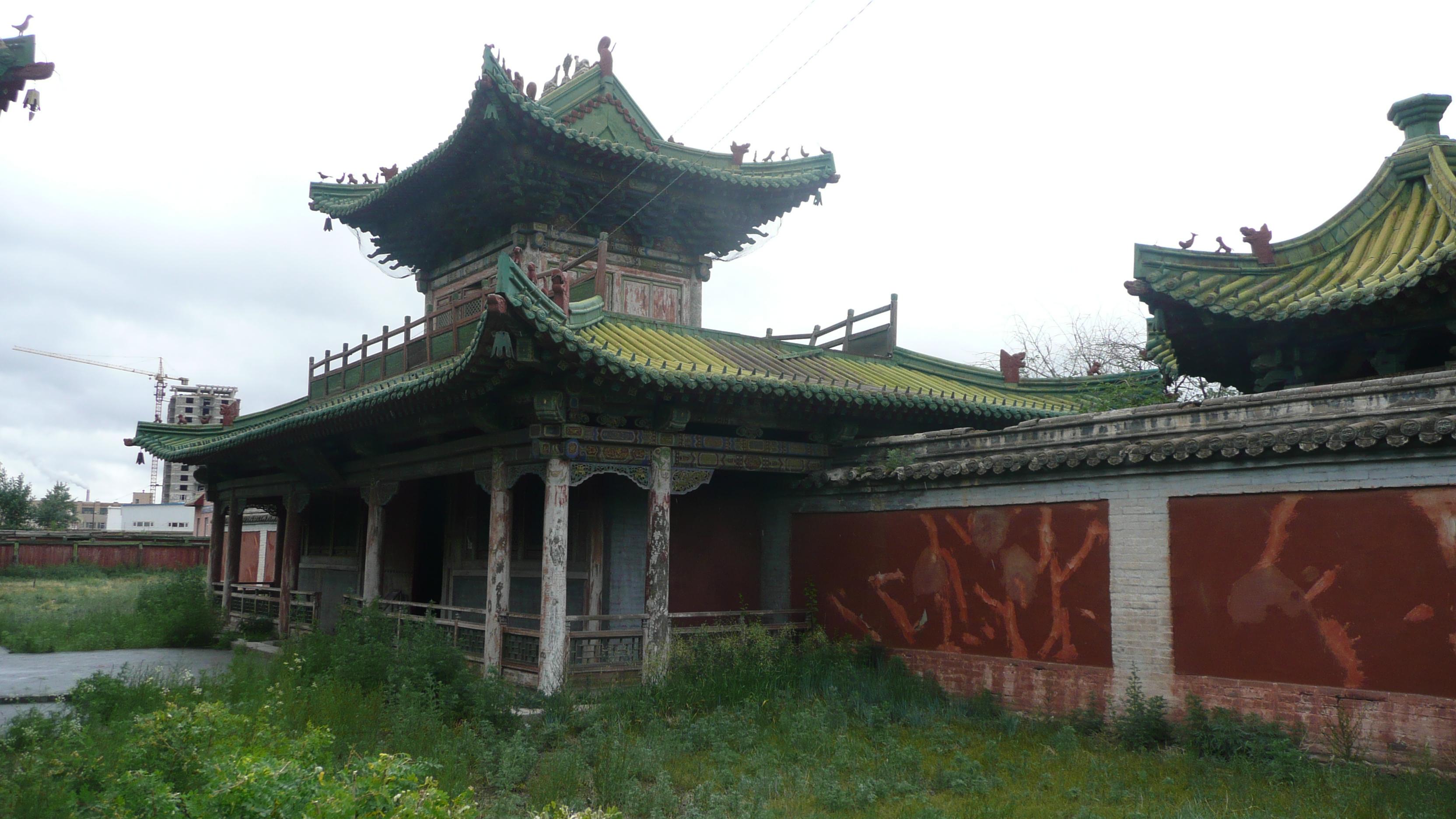
Фрагмент комплекса летних построек.
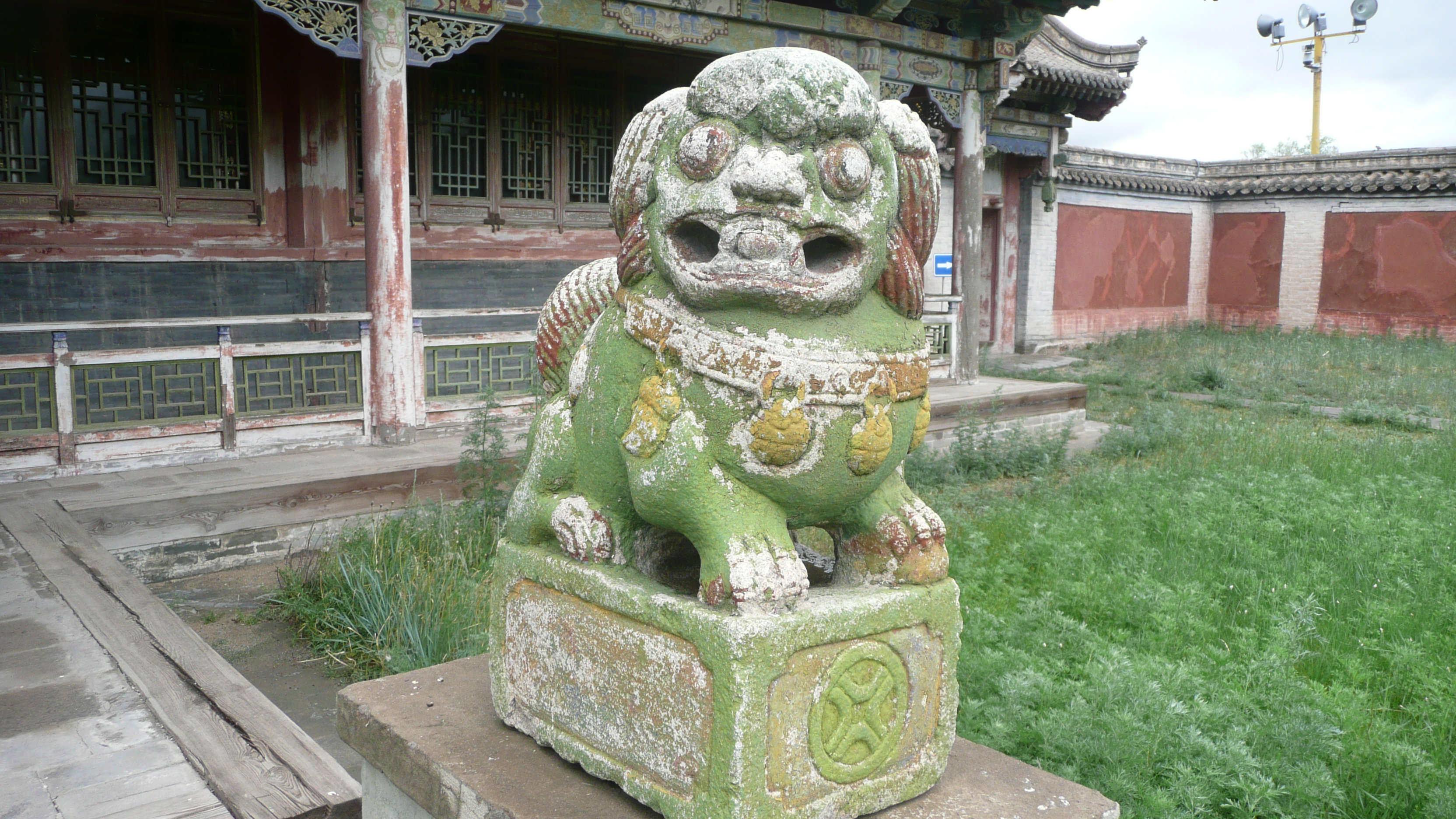
Лев-страж.
Беседка.
Лев-страж и край крыши[англ.].
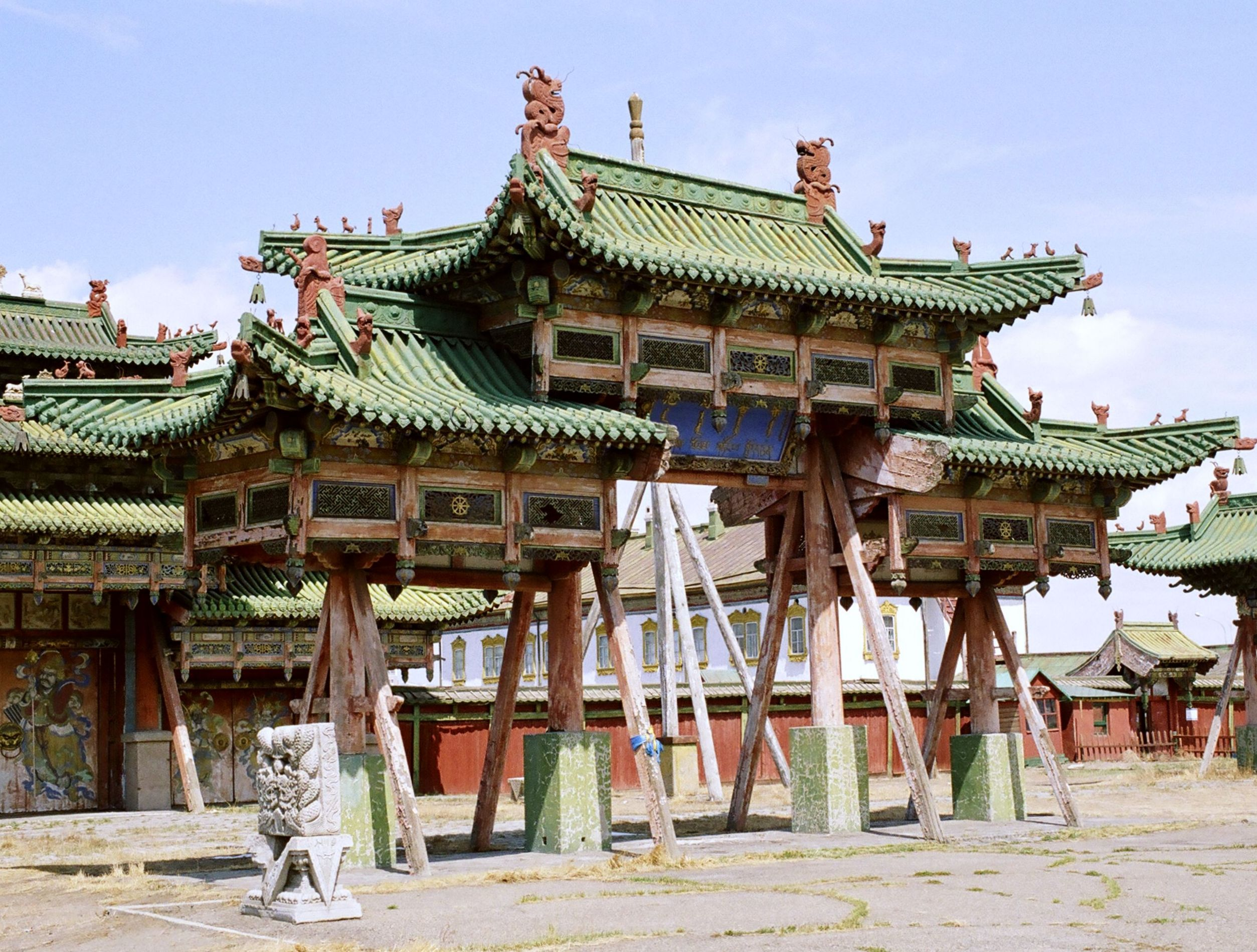
Справа на заднем плане - Зимний дворец.
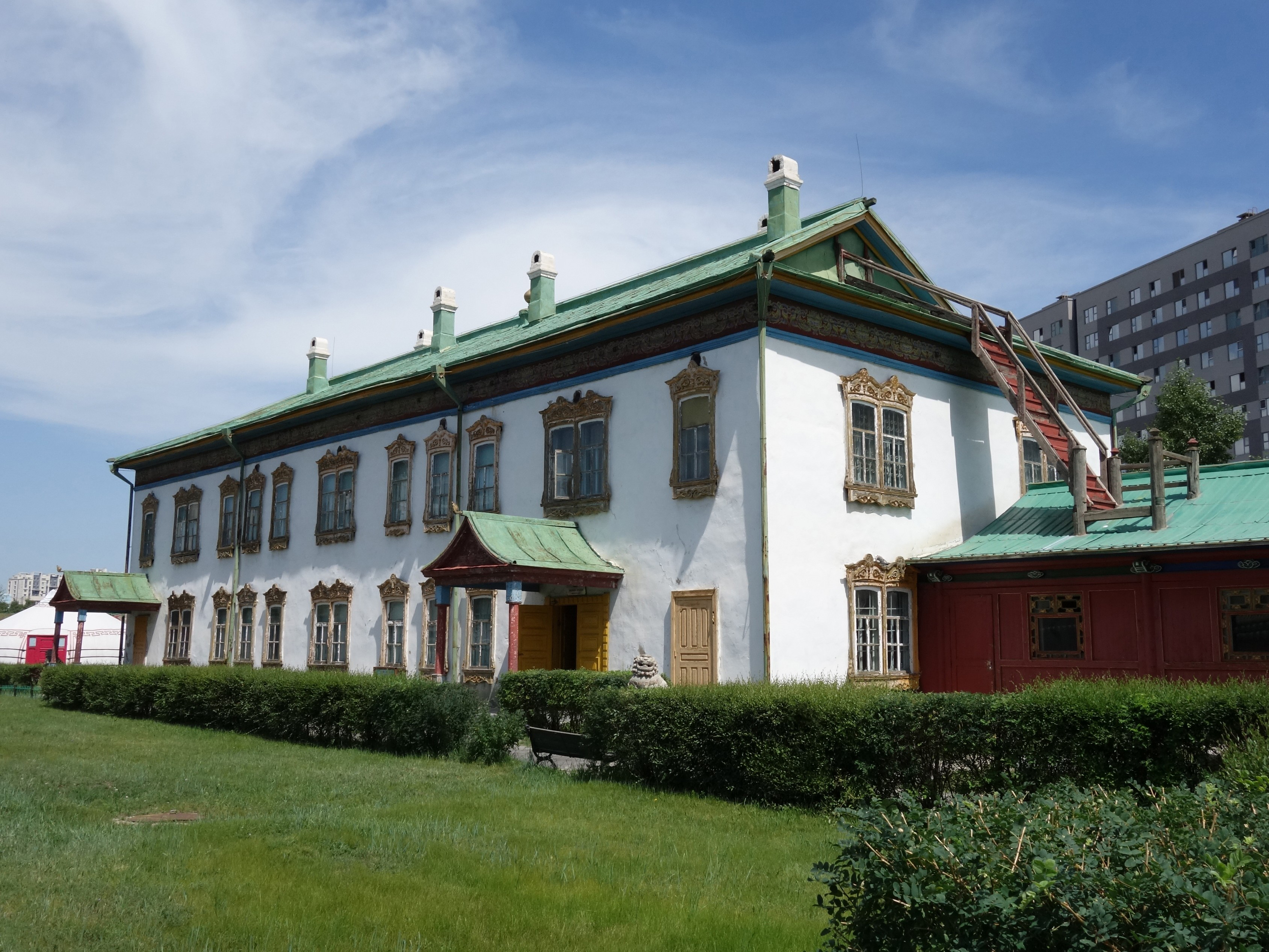
Зимний дворец.